# La Honda Rebel CMX500

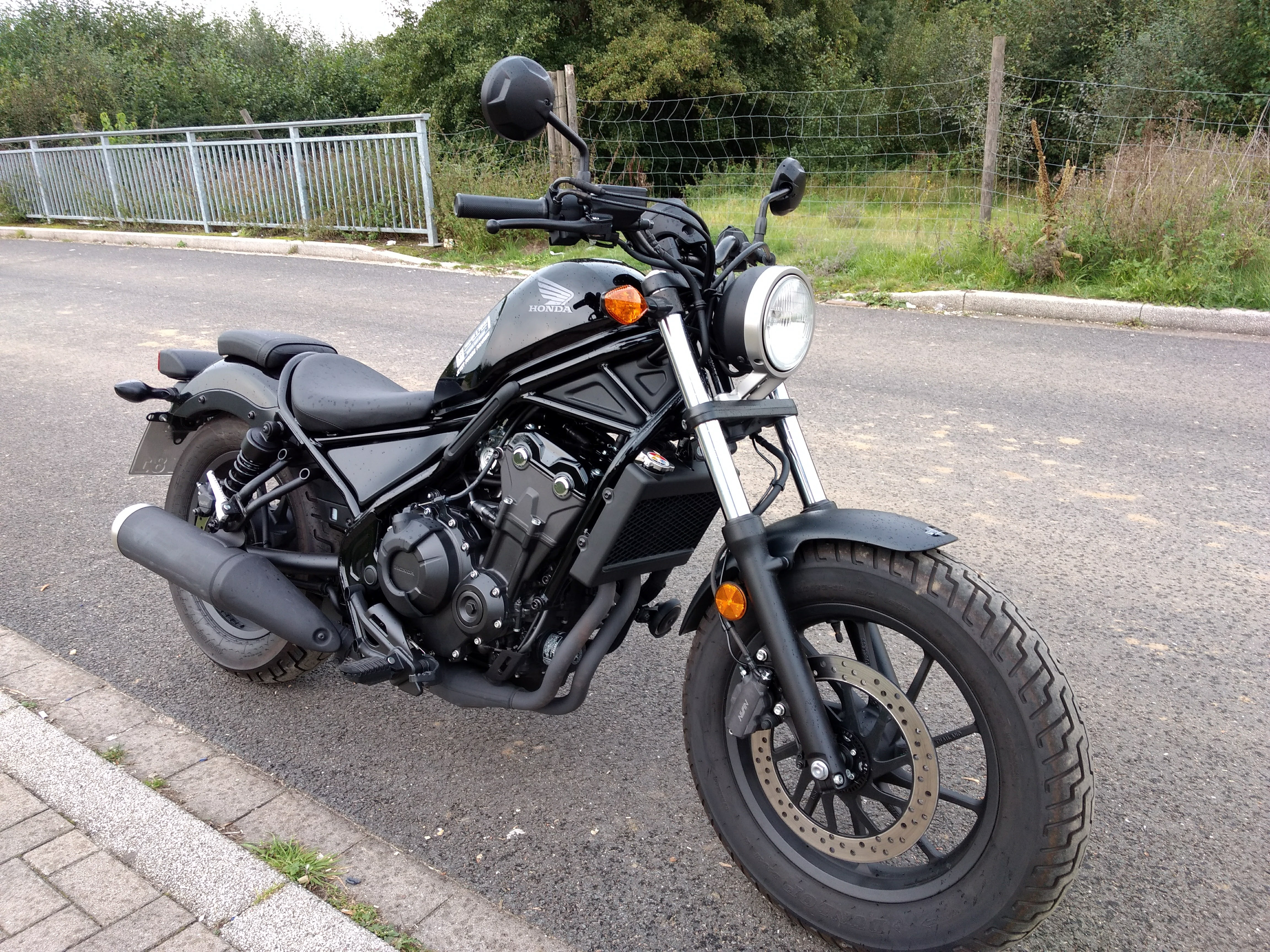
Una Honda Rebel CMX500

La Honda CMX500 Rebel (también llamada Honda CMX500  o Honda Rebel 500  ) es una motocicleta fabricada por la empresa japonesa Honda. El modelo se presentó en noviembre de 2016 en Long Beach, California, y se vende desde 2017. A partir del año 2020 obtiene un paquete de iluminación LED, nuevos instrumentos y un embrague antirrebote/asistido (slipper clutch) que aligera el tirón del embrague.
La moto combina un estilo moderno mostrado en negro (blacked-out) con características como un asiento de baja altura, peso ligero y su estrecho motor bicilíndrico en paralelo de 471 cc con mucha potencia que es fácil de manejar.
La posición de conducción, el chasis y los neumáticos anchos también contribuyen a su comodidad, practicidad y facilidad de uso diario. El asiento tiene una altura de 690 mm.

## Especificaciones

### Motor
| Título               | Valores                                                                            |
| -------------------- | ---------------------------------------------------------------------------------- |
| Tipo de motor        | Motor bicilíndrico en paralelo de cuatro tiempos refrigerado por líquido de 471 cc |
| Diámetro y carrera   | 67 mm x 66,8 mm                                                                    |
| Inducción            | PGM-FI                                                                             |
| Encendido            | Encendido transistorizado completo                                                 |
| Índice de compresión | 10,7:1                                                                             |
| Tren de válvulas     | DOHC; 4 válvulas por cilindro                                                      |

## Diseño
El desarrollo fue descrito, según el presidente de Astra Honda Motor, Toshiyuki Inuma, como "simple" y "crudo". La forma se basa en líneas modernas con elementos estilísticos del siglo XX. Se priorizaron las modificaciones y personalizaciones. Por ser minimalismo, las modificaciones deberían ser más fáciles así como se surgiría la individualidad de la moto de cada dueño.
Como una mezcla del estilo retro y la modernidad, los componentes exteriores se ven de una forma clásica y minimalista, y los componentes técnicos detrás de ellos son actualizados.